# Pimaco Two
Pimaco Two es un lugar designado por el censo ubicado en el condado de Pima en el estado estadounidense de Arizona. En el Censo de 2010 tenía una población de 682 habitantes y una densidad poblacional de 57,97 personas por km².

## Geografía
Pimaco Two se encuentra ubicado en las coordenadas 31°58′00″N 110°27′59″O / 31.96667, -110.46639. Según la Oficina del Censo de los Estados Unidos, Pimaco Two tiene una superficie total de 11.76 km², de la cual 11.76 km² corresponden a tierra firme y (0%) 0 km² es agua.

## Demografía
Según el censo de 2010, había 682 personas residiendo en Pimaco Two. La densidad de población era de 57,97 hab./km². De los 682 habitantes, Pimaco Two estaba compuesto por el 89.59% blancos, el 0.44% eran afroamericanos, el 1.76% eran amerindios, el 1.03% eran asiáticos, el 0% eran isleños del Pacífico, el 6.3% eran de otras razas y el 0.88% pertenecían a dos o más razas. Del total de la población el 13.93% eran hispanos o latinos de cualquier raza.